# Ostorhinchus bryx
Ostorhinchus bryx es una especie de pez con aleta radiada del género Ostorhinchus, de la familia Apogonidae, orden Kurtiformes. Fue descrita por Fraser en 1998.

## Descripción
Mide 5,2 cm de longitud estándar.

## Distribución
Se distribuye por el Pacífico Indo-Occidental: mar Rojo, océano Índico, Australia y Filipinas.